# Cheilosia soror
Cheilosia soror es una especie de sírfido. 

## Hábitat
Se distribuyen por el paleártico en Eurasia y África del Norte.